# دانشگاه آزاد اسلامی پردیس تحصیلات تکمیلی علوم و تحقیقات مازندران
دانشگاه آزاد اسلامی پردیس تحصیلات تکمیلی علوم و تحقیقات مازندران پردیسی از دانشگاه آزاد اسلامی واحد علوم و تحقیقات واقع در شهر ساری از استان مازندران بوده‌است اما در پس از مدت کوتاهی از آغاز فعالیت، در واحد مادر استانی (دانشگاه آزاد اسلامی، واحد ساری) ادغام شد.

## تاریخچه
شهریور ماه سال ۱۳۸۹ یکی از مهم‌ترین مراکز دانشگاهی استان مازندران برای تربیت نسل جوان، کارآمد و متخصص پای به عرصه حضور گذاشت و فعالیت خود را با رشته‌های مختلف علوم انسانی، فنی و مهندسی، علوم پایه و کشاورزی با جذب ۲۵۰ دانشجو آغاز کرد.

پردیس تحصیلات تکمیلی علوم و تحقیقات مازندران در مدت زمانی کوتاه چنان توسعه پیدا کرد که در حال حاضر دارای ۱۹ رشته تحصیلی در مقطع کارشناسی‌ارشد می‌باشد.

در پردیس تحصیلات تکمیلی علوم و تحقیقات مازندران از استادان فرهیخته و برجسته علمی برای بسیاری از رشته‌های مطرح در سطح بین‌المللی با گرایش‌های مختلف تدریس می‌شود. تمام مراحل آموزشی و تحقیقاتی این واحد دانشگاهی مطابق با آخرین مصوبات و شاخصه‌های آموزشی شورای عالی برنامه‌ریزی دانشگاه آزاد و وزارت علوم و تحقیقات و فناوری است که تاکنون ثمرات بسیاری را برای کشور به همراه آورده‌است.
ریاست پردیس:   سید حسین ابراهیمیان

## پیوندها
- سایت دانشگاه آزاد اسلامی پردیس تحصیلات تکمیلی علوم و تحقیقات مازندران: